# Кетрин О’Хара
Кетрин Ен О’Хара (енгл. Catherine Anne O'Hara; Торонто, 4. март 1954), канадскo-америчка је глумица, комичарка и сценаристкиња.
Њени сатирични портрети и оригинални ликови у хумористичној серији SCTV (Second City Television) донели су јој широко признање и награду Еми за изванредни сценарио.
Њена улога Мојре Роуз у Шитс-Крик донијела јој је шест узастопних канадских награда за најбољу глумицу у комедији (Canadian Screen Awards), а 2021. постала је четврта особа у историји која је освојила свих пет главних америчких телевизијских награда у једној сезони: Награде Удружења филмских глумаца, награде Удружења телевизијских критичара, награде Еми, награде Златни глобус и награде телевизијских критичара.
О'Харине филмске заслуге укључују главне и споредне улоге у филмовима као што су комедија Мартина Скорсезеа У ситне сате (1985), Битлђус Тима Бартона (1988), породична комедија Криса Колумбуса Сам у кући (1990), као и наставак филма Сам у кући 2: Изгубљен у Њујорку (1992) и др.
Кетрин О'Хара је официр Реда Канаде.
Године 2007. добила је звезду на канадском Булевару славних.